# 31 Orionis
31 Orionis è una stella gigante arancione di magnitudine 4,71 situata nella costellazione di Orione. Dista 456 anni luce dal sistema solare.
Nella nomenclatura delle stelle variabili è indicata come CI Orionis.

## Osservazione

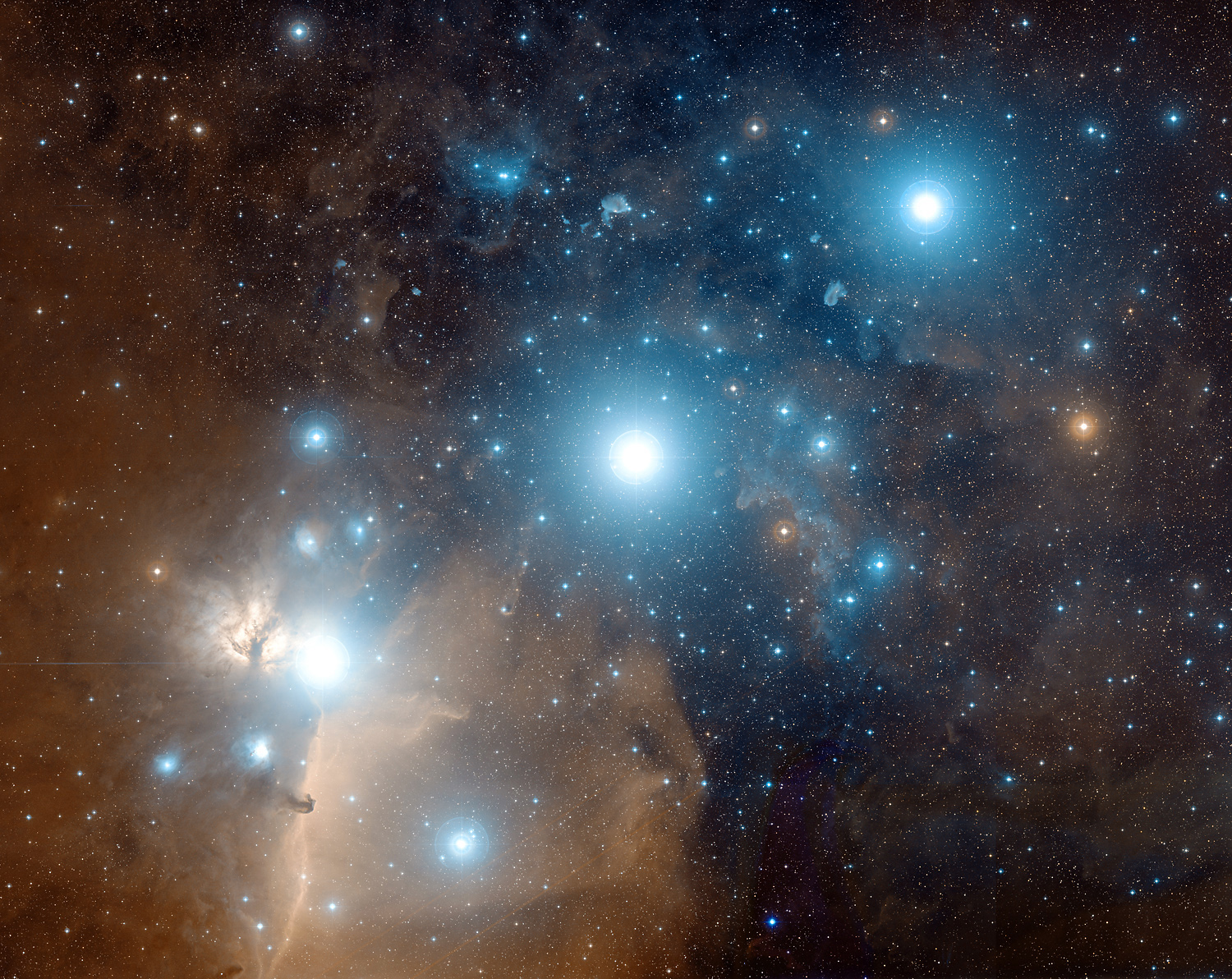
In questa immagine della Cintura di Orione, 31 Orionis è la stella di colore arancio più luminosa (in prossimità del bordo destro).

Si tratta di una stella situata nell'emisfero celeste australe, ma molto in prossimità dell'equatore celeste; ciò comporta che possa essere osservata da tutte le regioni abitate della Terra senza alcuna difficoltà e che sia invisibile soltanto molto oltre il circolo polare artico. Nell'emisfero sud invece appare circumpolare solo nelle aree più interne del continente antartico. La sua magnitudine pari a 4,7 fa sì che possa essere scorta solo con un cielo sufficientemente libero dagli effetti dell'inquinamento luminoso.
Il periodo migliore per la sua osservazione nel cielo serale ricade nei mesi compresi fra fine ottobre e aprile; da entrambi gli emisferi il periodo di visibilità rimane indicativamente lo stesso, grazie alla posizione della stella non lontana dall'equatore celeste.

## Caratteristiche fisiche
La stella è una gigante arancione; possiede una magnitudine assoluta di -1,02 e la sua velocità radiale positiva indica che la stella si sta allontanando dal sistema solare.

## Sistema stellare
31 Orionis è un sistema stellare formato da due componenti. La componente principale A è una stella di magnitudine 4,71. La componente B è di magnitudine 10,2, separata da 12,7 secondi d'arco da A e con angolo di posizione di 087 gradi.